# Annett Hesselbarth
Annett Hesselbarth (Halle, 4 giugno 1966) è un'ex velocista tedesca.

## Biografia
La sua prima esperienza a un campionato internazionale risale al 1983, quando partecipò ai campionati europei juniores di atletica leggera di Schwechat, dove si classificò quinta nei 200 metri piani.
Nel 1990 prese parte ai campionati europei assoluti di Spalato conquistando la medaglia d'oro nella staffetta 4×400 metri e classificandosi quarta nei 400 metri piani.
Nel 1991 fu campionessa mondiale della staffetta 4×400 metri ai campionati del mondo indoor di Siviglia, mentre ai mondiali all'aperto di Tokyo, che si tennero lo stesso anno, fu membro in batteria della staffetta 4×400 che chiuse in finale al terzo posto.

## Progressione

### 400 metri piani
| Stagione | Misura | Luogo   | Data       | Rank. Mond. |
| -------- | ------ | ------- | ---------- | ----------- |
| 1990     | 51"14  | Spalato | 29-08-1990 |             |
| 1989     | 51"58  | Berlino | 30-8-1989  |             |
| 1986     | 51"19  | Dresda  | 16-8-1986  |             |
| 1984     | 52"81  | Erfurt  | 1-6-1984   |             |

## Palmarès
| Anno                | Manifestazione      | Sede                | Evento              | Risultato           | Prestazione         | Note                  |
| Per la Germania Est | Per la Germania Est | Per la Germania Est | Per la Germania Est | Per la Germania Est | Per la Germania Est | Per la Germania Est   |
| ------------------- | ------------------- | ------------------- | ------------------- | ------------------- | ------------------- | --------------------- |
| 1983                | Europei juniores    | Schwechat           | 200 m piani         | 5ª                  | 23"72               |                       |
| Per la Germania     |                     |                     |                     |                     |                     |                       |
| 1990                | Europei             | Spalato             | 400 m piani         | 4ª                  | 51"14               |                       |
| 1990                | Europei             | Spalato             | Staffetta 4×400 m   | Oro                 | 3'21"02             |                       |
| 1991                | Mondiali indoor     | Siviglia            | Staffetta 4×400 m   | Oro                 | 3'27"22             | Record dei campionati |
| 1991                | Mondiali            | Tokyo               | Staffetta 4×400 m   | Bronzo              | 3'25"93             | [ 1 ]                 |

## Altre competizioni internazionali
1989
- Argento in Coppa Europa ( Praga), staffetta 4×400 m - 3'23"97